# Samsu-iluna
Samsu-iluna (amoritsko Šamšu) je bil sedmi kralj babilonske Amoritske dinastije, ki je vladal od 1750 do 1712 pr. n. št. (srednja kronologija) oziroma od 1686 do 1648 pr. n. št (kratka kronologija). 
Bil je sin in naslednik kralja Hamurabija in neznane matere. Njegovo vladavino so zaznamovali siloviti upori v pokrajinah, ki jih je osvojil njegov oče, in opustitev številnih pomembnih mest, predvsem v Sumeriji.

## Vladanje
Ko je Hamurabi prišel na oblast v Babilonu, je obvladoval samo majhno ozemlje v neposredni okolici mesta. Z vseh strani so ga obkrožali mnogo večji in močnejši nasprotniki. Med svojo vladavino je osvojil Sumerijo, Ešnuno, Asirijo in Mari in postal najmočnejši vladar v Mezopotamiji. Razen tega je znatno oslabil Elamite in Gutijce.
Države so bile poražene, vendar ne uničene. Hamurabi je morda načrtoval njihovo vključitev v Babilonijo, vendar za to ni živel dovolj dolgo. Nekaj let po njegovi smrti sta Elam in Asirija umaknili iz babilonske sfere in na vseh osvojenih ozemljih so se začeli upori. Odpravljanje teh in drugih težav je moral prevzeti njegov naslednik Samsu-iluna. Očitno se je zelo trudil in večkrat tudi zmagal, vendar ni mogel ustaviti razpada svojega imperija. Kljub temu mu je uspelo ohraniti jedro svojega kraljestva in utrditi zgodovinski položaj mesta Babilona.

## Drobljenje cesarstva
V devetem letu Samsu-ilunove vladavine se je v Larsi  proti babilonski oblasti uprl Rim-Sin II., ki je bil morda nečak larškega kralja Rim-Sina I.. Upor se je iz Larse razširil na kakšnih 26 mest, med njimi Uruk, Ur, Isin in Kisuro na jugu in Ešnuno na severu.
Samsu-iluna je očitno imel vojaško premoč. V enem letu je zadal koaliciji težak udarec in iz boja izločil severna mesta. Kralja Ešnune Ilunija so ujeli in ga v Babilonu zadavili. V naslednjih štirih letih se je njegova  vojska spopadala na mejnih ozemljih med Babilonijo, Sumerijo in Elamom.  Samsu-iluna je nazadnje napadel Ur, podrl njegovo obzidje in mesto izropal. Enaka usoda je kmalu zatem doletela tudi Uruk in Isin. Sledila sta poraz Larse in smrt Rim-sina II., s čimer se je upor končal.Protibabilonsko razpoloženje v Mezopotamiji se kljub temu ni umirilo.
Nekaj let kasneje je pretendent na babilonski prestol in zakoniti naslednik zadnjega isinskega kralja  Ilum-ma-ili zanetil nov vsesumerski upor. Samsu-iluna je z vojsko vkorakal v Sumerijo in se z uporniki spopadel v bitki z neodločenim izidom. Po drugi bitki, ki se je zgodila kmalu za prvo, je Ilum-ma-ili ustanovil svojo tako imenovano Prvo pomorsko dinastijo, ki je vladala v Sumeriji naslednjih tristo let.  Zdi se, da je Samsu-iluna po teh dogodkih  prešel v defenzivo. V 18. letu svojega vladanja je obnovil šest trdnjav v okolici Nipurja, s katerimi je verjetno nameraval obdržati mesto pod svojo oblastjo. Obnova se je nazadnje izkazala kot brezplodna, ker je Nipur po njegovi smrti za svojega kralja priznal Ilum-ma-ilija.
Očitno se tudi Ešnuna ni sprijaznila z babilonsko nadoblastjo in se je v 20. letu Samsu-ilunove vladavine ponovno uprla. Samsu-iluna je s svojo vojsko vkorakal na njeno ozemlje, se verjetno nekajkrat spopadel in nato zgradil trdnjavo Dur-samsuiluna, ki naj bi zadrževala upornike. Zdi se, da je bil to morda samo trik, ker ga kasnejši dokumenti prikazujejo v bolj spravljivi  drži in trdijo, da ja dal obnoviti infrastrukturo in ponovno vzpostavil vodne poti.
Splošni kaos v državi sta izkoristili Asirija in Elam in ponovno vzpostavili svojo neodvisnost. Kuturnahunte I. Elamski je napadel Uruk, ki po Samsu-ilunovem opustošenju ni več imel obrambnega obzidja, in ga izropal. Med plenom je bil tudi Inanin kip, ki so ga vrnili šele med Asurbanipalovo vladavino enajst stoletij kasneje. V Asiriji je domorodni guverner Puzur-Sin strmoglavil babilonskega vazalnega kralja in Hamurabijevega somišljenika Asinuma. Asirski prestol si je nato prilastil domač kralj Ašur-dugul, čemur je sledilo obdobje državljanske vojne. Samsu-iluna očitno ni imel dovolj moči, da bi posredoval. Po vojni je kralj Adasi v Asiriji ponovno vzpostavil stabilno domačo dinastijo  in ostranil vse sledove amoritsko-babilonskega vpliva.
Samsu-iluna je zapustil kraljestvo, ki je bilo samo malenkost večje od tistega, ki ga je pred petdeset leti začel širiti njegov oče. Položaj Ešnune je težko natančno določiti. Tudi če je ostala v babilonskih rokah, je bila izčrpana in brez političnega vpliva.

## Depopulacija Sumerije
Samsu-ilunovi vojni pohodi morda niso bili edini vzrok za opustošenje Uruka in Ura, na njegovo  izgubo Sumerije pa se lahko gleda ali kot preračunan umik  ali kot poraz.
Po desetem letu Samsu-ilunove vladavine zapisi iz Ura in Uruka skoraj povsem izginejo. Približno takrat izginejo tudi zapisi iz Larse. Svečeniki so zapisovanje očitno nadaljevali, vendar v bolj severnih mestih, v Nipurju in Isinu do 29. leta njegove vladavine, potem pa izginejo tudi tam. Prekinitev je razvidna tudi iz arheoloških najdb, ki kažejo, da so bila mesta nekaj stoletij v veliki meri ali povsem zapuščena in so ponovno oživela šele v kasitskem obdobju (približno 1531 do 1155 pr. n. št.).
Vzroke za depopulacijo je težko ugotoviti. Samsu-ilunovo stalno vojskovanje verjetno ni bilo ključno, saj so bili njegovi vojni pohodi proti severu enako trdi kot pohodi proti jugu, vendar je sever v tem obdobju lepo uspeval. Vzpon Babilonije je pomenil jasen konec sumerske kulturne prevlade v Mezopotamiji in vzpon akadščine v uradnih dokumentih  in književnosti. Prebivalci, ki so želeli obdržati kulturne vezi s sumersko preteklostjo, so se morda zbrali v južnih mestih, ki so bila pod Samsu-ilunovo oblastjo. Več članov njegove dinastije je imelo sumerska imena, zato se zdi, da so se zavestno trudili, da bi se regija vrnila k sumerskim koreninam. Med razlogi za depopulacijo so bili  verjetno  tudi gospodarski in/ali okoljski dejavniki. Znano je, da sta tako Hamurabi kot Rim-Sin I. vodila politiko, ki je spremenila gospodarstvo v regiji, ta pa se je morda izkazala kot dolgoročno nevzdržna.

## Drugi vojni pohodi
- Problem, s katerim se je stalno soočal, so bili vdori sutejskih plemen, ki so v Babiloniji lovila sužnje.[4] Samsu-iluna je zato objavil zakon, ki je prepovedal prodajo babilonskih državljanov (predvidoma iz mest Idamaras in Arapha) v suženjstvo.[9]

- V 9. letu vladanja je odbil invazijo kasitske vojske.[4] To je prva  znana omemba Kasitov po propadu  Amoritske dinastije.

- Približno v 24. letu vladanja je napadel in opustošil mesto Apum v sedanji severovzhodni Siriji in ubil njegovega kralja Jakun-Ašarja.[10] Zgleda, da je leto kasneje napadel tudi Terko[11] in jo morda priključil k svojemu kraljestvu. [5]

- V 28. letu vladanja je porazil vojski dveh sicer neznanih zahodnih kraljestev – Jadikabuma in Muti-kuršana.[3]

- V 35. letu vladanja je odbil napad Amoritov.[4]

## Notranja politika
Samsu-ilunovo vladanje se kljub težavam ni osredotočalo samo na vojskovanje. Znano je, da je obnovil obzidja Kiša, Nipurja in Siparja in propagiral kult boga Marduka, katerega je imel za svojega očeta. Verjetno je obnovil tudi Šamašev tempelj in zigurate v Ebabarju ter Zababov in Ištarin zigurat v Kišu.
Špekulira se, da je uvedel standardni babilonski koledar, morda zato, da bi bolj tesno povezal svoje cesarstvo.